# Urapteritra piperita
Urapteritra piperita är en fjärilsart som beskrevs av Charles Oberthür 1923. Urapteritra piperita ingår i släktet Urapteritra och familjen Uraniidae. Inga underarter finns listade i Catalogue of Life.